# Lagnadiz
Lagnadiz  (in arabo لكناديز‎?) è un centro abitato e comune rurale del Marocco situato nella provincia di Khouribga, regione di Béni Mellal-Khénifra. Conta una popolazione di 7 227 abitanti (censimento 2014).